# Angel si ti
"Angel si ti" (bulharskou cyrilicí Ангел си ти česky Ty jsi anděl) je píseň, kterou složil bulharský zpěvák Miroslav Kostadinov. Text napsal Mihail Mihailov. S touto písní Miroslav Kostadinov reprezentoval Bulharsko na Eurovision Song Contest 2010. Píseň byla vybrána dne 28. února z pěti písní představených Miroslavem Kostadinovem a "Angel si ti" zvítězila s celkovým počtem 48 % hlasů.

## Žebříčky
| Žebříčky (2010)         | Nejvyšší pozice |
| ----------------------- | --------------- |
| Bulgarian Airplay Chart | 2               |